# Inhala
A inhala, ou niala (Tragelaphus angasii) é um antílope de tamanho médio nativo da África. É uma espécie da ordem Artiodactyla, família Bovidae. Os cornos em forma de lira apenas estão presentes nos machos e são semelhantes aos da sitatunga (Tragelaphus spekei), ou seja, longos (com cerca de 83 centímetros), espessos e com uma torção longitudinal. A pelagem é castanho-escura nos machos e castanho-avermelhada nas fêmeas, apresentando riscas brancas verticais no dorso, muito mais marcadas nas fêmeas, e pequenas pintas brancas nas coxas.
Os machos adultos são muito maiores do que as fêmeas e apresentam ainda uma risca branca entre os olhos. As inhalas machos são os únicos antílopes africanos que possuem uma longa franja de pelos no dorso e no pescoço.
Encontram-se no sul do Malawi, no sudeste do Zimbabwe, no sul de Moçambique e na África do Sul.

## Habitat e distribuição
Inhalas são encontradas em matagais em savanas e densas florestas de planície, principalmente em Malawi, Moçambique, Zimbábue e Leste da África do Sul. Escolhem locais com campos de boa qualidade, junto a cursos de água. A distribuição natural do inhala se estende pelo sudeste da África, desde o vale do rio Shire, no Malawi, passando por Moçambique e Zimbábue até o leste da África do Sul e Essuatíni.
A distribuição geográfica do inhala pode ser baseada na variação genética. De acordo com um estudo do inhala na África do Sul, Moçambique, Malawi e Zimbábue, houve uma diferença marcante nas frequências genéticas em três microssatélites lócus. A análise do DNA mitocondrial revelou a presença de um único haplótipo em indivíduos de cada localidade. Assim, a variação geográfica no inhala pode ser devida a um padrão de distribuição baseado na especificidade do habitat.
Hoje, grande parte dos inhalas são encontrados em áreas protegidas da África do Sul, como a Reserva de Caça de Ndumo, Reserva de Caça de Mkuze, e o Parque Nacional Kruger. Em 1999, 10-15% dos inhalas ocorreram em terras privadas. Esforços estão sendo feitos para manter a população de inhalas no Parque Nacional da Gorongosa, e Parque Nacional de Banhine em Moçambique Inhalas também prosperam no Parque Nacional Lengwe, no Malawi.
Inhalas nunca foram vistos demonstrando territorialidade. Territórios de ambos os sexos se misturam extensivamente. As áreas de vida dos machos são aproximadamente idênticas as das fêmeas, por volta de 10 quilômetros quadrados em área.

## Ameaças e conservação
As principais ameaças à população do inhala são a caça furtiva, a perda de habitat, a agricultura e a pecuária. Os surtos de peste bovina também contribuíram para a perda populacional.
Está espécie é atualmente reconhecida como Espécie pouco preocupante, e a população é considerada estável tanto pela IUCN, quanto pela CITES Em 1999, a população total do inhala era de cerca de 32 mil indivíduos. Estimativas mais recentes mostram que a África do Sul tem pelo menos 30 mil inhalas, com 25 mil em Cuazulo-Natal. Existem agora mais de 1.000 em áreas protegidas e fazendas em Essuatíni. Em Moçambique não passam de 3 mil, no Zimbábue mais de 1.000, e no Malawi os números caíram de 3 mil para 1.500. A Namíbia tem a menor população, com cerca de 250 habitantes.
Hoje, mais de 80% da população total está protegida em parques e santuários nacionais, principalmente em áreas sul-africanas protegidas. Na África do Sul há uma grande demanda por machos adultos como troféus de jogos.